# Yangcun (socken i Kina, Henan)
Yangcun (kinesiska: 杨村, 杨村乡) är en socken i Kina. Den ligger i provinsen Henan, i den centrala delen av landet, omkring 200 kilometer nordost om provinshuvudstaden Zhengzhou. Antalet invånare är 27 502. Befolkningen består av 14 137 kvinnor och 13 365 män. Barn under 15 år utgör 23,0 %, vuxna 15-64 år 68 %, och äldre över 65 år 8,0 %.
Genomsnittlig årsnederbörd är 623 millimeter. Den regnigaste månaden är juli, med i genomsnitt 194 mm nederbörd, och den torraste är januari, med 3 mm nederbörd.